# Bert De Backer
Bert De Backer (* 2. April 1984 in Eeklo) ist ein belgischer Radrennfahrer.

## Karriere
Bert De Backer wurde 2002 Dritter beim Omloop Het Nieuwsblad der Junioren. 2007 gewann er das Nachwuchsrennen Grand Prix de la ville de Geluwe. Er fuhr als Stagiaire Ende 2007 für Navigators Insurance und Ende 2008 Stagiaire bei Skil-Shimano. Anschließend unterschrieb De Backer seinen ersten Profivertrag bei diesem Team.
Bei der zweiten Etappe der Dänemark-Rundfahrt 2010 wurde er Etappendritter. 2011 gewann die Sonderwertung des Zwischensprints bei den Drei Tage von De Panne. Beim Giro d’Italia 2013 gab er sein Debüt bei einer Grand Tour und belegte den 157. Platz. Im gleichen Jahr gewann er das belgische Eintagesrennen Grote Prijs Jef Scherens. Beim Kopfsteinpflasterklassiker Paris–Roubaix 2014 und 2015 belegte er die Plätze 11 und 12, wobei er im Jahr 2015 der entscheidende Helfer seines Teamkapitäns und späteren Sieger John Degenkolb war, als er durch eine Attacke 13 Kilometer vor dem Ziel dessen Konterattacke ermöglichte. Bei Paris-Roubaix 2016 wurde er 17., 2018 21. und 2019 20.

## Erfolge
2011
- Sprintwertung Drei Tage von De Panne

2013
- Grote Prijs Jef Scherens

## Wichtige Platzierungen
| Grand Tour            | 2009 | 2010 | 2011 | 2012 | 2013 | 2014 | 2015 | 2016 | 2017 | 2018 | 2019 | 2020 | 2021 |
| --------------------- | ---- | ---- | ---- | ---- | ---- | ---- | ---- | ---- | ---- | ---- | ---- | ---- | ---- |
| Giro d’ItaliaGiro     | –    | –    | –    | –    | 157  | 133  | 158  | DNF  | –    | –    | –    | –    | ...  |
| Tour de FranceTour    | –    | –    | –    | –    | –    | –    | –    | –    | –    | –    | –    | –    | ...  |
| Vuelta a EspañaVuelta | –    | –    | –    | –    | –    | –    | –    | –    | –    | –    | –    | –    | ...  |

| Monument                 | 2009 | 2010 | 2011 | 2012 | 2013 | 2014 | 2015 | 2016 | 2017 | 2018 | 2019 | 2010 | 2021 |
| ------------------------ | ---- | ---- | ---- | ---- | ---- | ---- | ---- | ---- | ---- | ---- | ---- | ---- | ---- |
| Mailand–Sanremo          | –    | –    | –    | –    | –    | –    | 149  | 130  | –    | –    | –    | –    | ...  |
| Flandern-Rundfahrt       | 89   | –    | –    | –    | DNF  | DNF  | 92   | 67   | DNF  | DNF  | 70   | DNF  | ...  |
| Paris–Roubaix            | 86   | –    | 51   | 83   | 44   | 11   | 12   | 17   | 32   | 21   | 20   | –    | ...  |
| Lüttich–Bastogne–Lüttich | –    | –    | –    | –    | –    | –    | –    | –    | –    | –    | –    | –    | ...  |
| Lombardei-Rundfahrt      | –    | –    | –    | –    | –    | –    | –    | –    | –    | –    | –    | –    | ...  |